# Stephen Kenny
Stephen Kenny, né le 30 octobre 1971 à Dublin en Irlande, est un footballeur irlandais reconverti entraîneur.

## Biographie

### En club
Pendant sa carrière de footballeur, Kenny passe deux années au club de Belvedere Football Club, club formateur de Dublin avant de signer un contrat avec le St. Patrick's Athletic. Il ne joue aucun match officiel pour le club et est transféré vers le Home Farm FC qui dispute alors la deuxième division nationale. Avec ce club, il fait ses débuts en championnat le 13 mars 1994. Il ne joue au total que 4 matchs.

### En tant qu'entraîneur

#### En Irlande
Stephen Kenny commence sa carrière d’entraîneur de football au St Patrick's Athletic où il prend en charge l’équipe des moins de 21 ans qui disputa l’Athletic Union League. Sa première année est couronnée de succès : St Pat’s remporte son championnat. A l’été 1998, Kenny devient le plus jeune entraîneur de l’histoire du championnat d’Irlande quand il est nommé à la tête de Longford Town Football Club à l’âge de 27 ans. Il mène Longford dans une de ses plus belles périodes, permettant au club de revenir en première division et en le qualifiant pour la finale de la Coupe d'Irlande de football, finale qui lui permet l’année suivante de disputer la Coupe UEFA.
En décembre 2011, Stephen Kenny quitte les Midlands irlandais pour revenir dans la capitale. Il devient le manager du prestigieux club du Bohemian Football Club. Les Bohemians sont alors les champions d'Irlande en titre mais le club traverse une période de crise. Après s’être séparé de l’entraineur qui l’avait mené au succès l’année précédente, Roddy Collins, le club engage Pete Mahon mais après un excellent début de saison peine à suivre les équipes de tête du championnat. L’impact de Kenny au Bohemian FC est immédiat. L’équipe s’éloigne rapidement des dernières places du championnat et se hisse en finale de la Coupe d’Irlande. Toutefois la saison se termine sur une note négative avec la défaite en finale de la FAI Cup contre Dundalk FC, un club a venait pourtant d’être relégué en deuxième division quelques jours auparavant. C’est la deuxième finale perdue de Kenny en quelques années. A l’intersaison, Kenny opère quelques changements dans l’équipe et lors de la saison 2002-2003 les Bohemians remportent le championnat d’Irlande en ayant occupé la première place de la première à la dernière journée. La saison suivante le club termine à la deuxième place derrière le Shelbourne FC. En 2004, la saison se déroule mal et le club n’occupe que la troisième place après trois mois de compétition. Kenny est licencié le 27 juillet 2004 à la suite de la défaite en Coupe UEFA contre les Estoniens du FC Levadia Tallinn. Au total, Stephen Kenny a dirigé le Bohemian FC à 96 reprises pour 49 victoires.
En novembre 2012, il est nommé entraineur du club irlandais de Dundalk FC.

#### En équipe nationale irlandaise
Après de très nombreux succès avec les clubs irlandais et notamment à Dundalk, le nom de Stephen Kenny commence à circuler dans le football irlandais pour prendre en main l'équipe nationale. En 2018, la succession de Martin O'Neill est ouverte après qu'il a annoncé sa volonté de quitter son poste après l'Euro 2016. Pour laisser le temps à Kenny de s'acclimater au fonctionnement de la sélection nationale, la FAI décide d'un ticket composé de Mick McCarthy et de Kenny. Ce ticket prévoit explicitement que Kenny prend en main l'équipe espoirs pendant deux ans avant de se faire nommer à la tête des A.
De 2018 à 2020, Stephen Kenny est donc le sélectionneur des espoirs irlandais. Ces deux années lui servent à préparer la nouvelle génération qui doit prendre la suite d'une équipe nationale alors vieillissante.
En avril 2020, Stephen Kenny est nommé sélectionneur de la république d'Irlande. 
Son contrat n'est pas renouvelé en novembre 2023 après l'échec de son pays à se qualifier pour l'Euro 2024.

## Palmarès
- Championnat d'Irlande (3)
  - Bohemian FC : 2002-2003
  - Dundalk FC : 2014, 2015, 2016 et 2018

- First Division
  - Derry City FC : 2010

- Coupe d'Irlande de football
  - Derry City FC : 2006
  - Dundalk FC : 2015 et 2018

- Coupe de la Ligue d'Irlande de football
  - Derry City FC – 2005, 2006, 2008, 2011
  - Dundalk FC : 2014 et 2017